# 南京大屠杀死难者国家公祭日
南京大屠杀死难者国家公祭日，或简称国家公祭日，是2014年中华人民共和国第十二届全国人大常委会为纪念在日本侵华战争中中國受害者与死难者设立的国家公祭日，时间定于每年的12月13日。根据国务院批复，自2014年起，每年12月13日在南京大屠杀死难者国家公祭仪式主会场下半旗。
虽然国家公祭日以“南京大屠杀”定名，但是祭奠对象不仅限于南京大屠杀死难者。2014年2月27日，十二届全国人大常委会第七次会议通过决定，明确公祭对象为“所有在日本帝国主义侵华战争期间被杀戮的同胞”，包含七类遇难对象：南京大屠杀死难者、化学武器死难者、细菌战死难者、劳工死难者、慰安妇死难者、三光作战死难者、无差别轰炸死难者。

## 简介

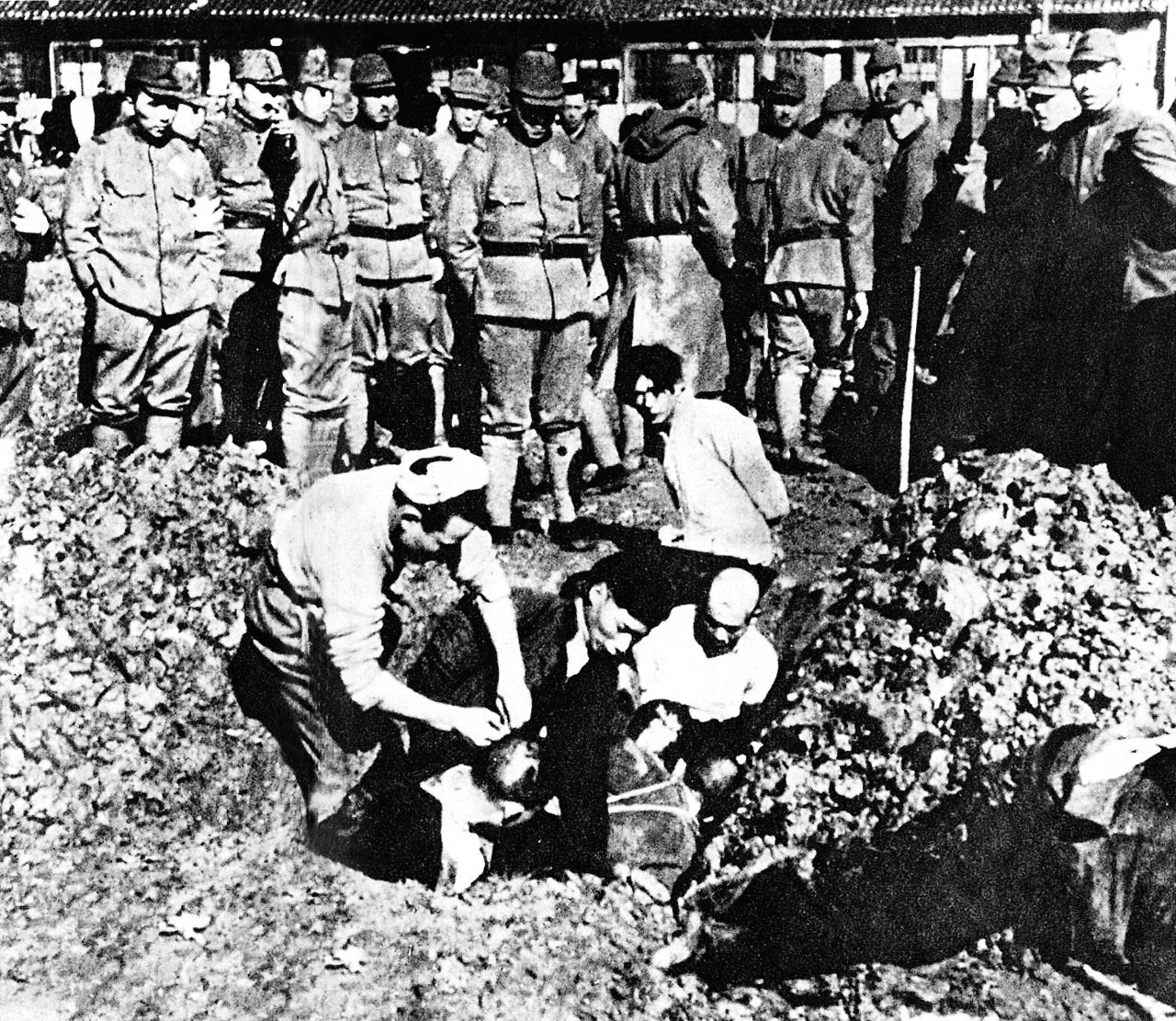
南京大屠殺中，日軍將中國平民押進坑中準備集體活埋。

1937年12月13日，侵华日军在中华民国首都南京市开始了持续40余天的南京大屠杀，30多万人遭到杀害。这一违反国际法的罪行，在第二次世界大战结束后经远东国际军事法庭及国防部审判战犯军事法庭审判。
1996年起，每年12月13日，南京市人民防空办公室都会组织全市试鸣防空警报，以提醒人们勿忘国耻，增强南京市民的国防观念以及防空意识。
2014年2月27日，第十二届全国人民代表大会常务委员会第七次会议表决通过了《全国人民代表大会常务委员会关于设立南京大屠杀死难者国家公祭日的决定》，将每年12月13日设立为南京大屠杀死难者国家公祭日。
南京大屠杀死难者国家公祭日，在国家层面举办公祭及纪念活动，悼念南京大屠杀死难者乃至在日本侵华战争期间遭到日本侵略者杀害的所有死难者，揭露日本侵略者犯下的战争罪行。
2014年12月13日是首个南京大屠杀死难者国家公祭日，中共中央、全国人大常委会、国务院、全国政协、中央军委在南京侵华日军南京大屠杀遇难同胞纪念馆举行了“南京大屠杀死难者国家公祭仪式”，南京全城鸣笛向死难者致哀，仪式由中共中央政治局常委、全国人大常委会委员长张德江主持。中国共产党中央委员会总书记习近平、南京大屠杀幸存者代表夏淑琴、少先队员代表阮泽宇（南京大屠杀死难者后代）一起走上公祭台为国家公祭鼎揭幕，随后习近平总书记在仪式上发表讲话。
同日，香港特别行政区政府在香港海防博物馆堡垒大堂举行纪念仪式，香港特别行政区行政长官梁振英出席仪式并致献花圈。澳门特别行政区政府在澳门保安部队高等学校举行“南京大屠杀死难者国家公祭日”活动，中央驻澳联络办主任李刚与澳门特别行政区行政长官崔世安、全国政协副主席何厚铧、外交部驻澳门特派员公署特派员胡正跃、驻澳解放军司令员王文敬献花圈。中华人民共和国各地也都举办了形式各异的国家公祭日活动。

## 相关法律规定

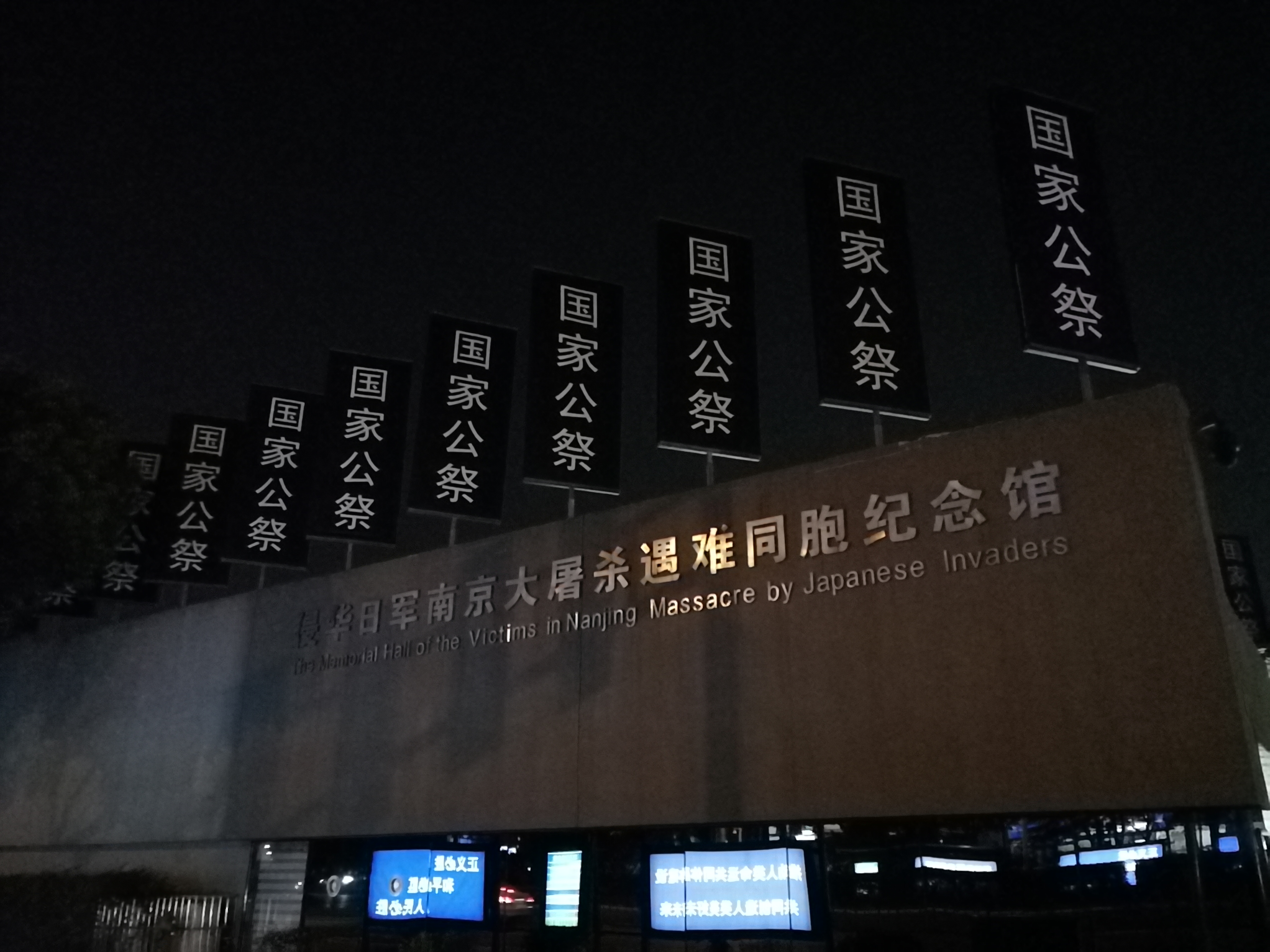
2017年国家公祭日期间的侵华日军南京大屠杀遇难同胞纪念馆大门

2018年8月28日，南京市第十六届人大常委会第五次会议提请审议《南京市国家公祭保障条例（草案）》。根据规定，在南京市内，每年国家公祭日举行国家公祭仪式时，应当按照南京市人民政府通告的规定鸣放警报。在主城区道路上行驶的机动车应停驶鸣笛致哀一分钟，火车、船舶也要停驶鸣笛致哀；道路上的行人、公共场所的所有人员就地默哀一分钟；机关、企事业单位工作人员、在校学生就地默哀一分钟。该条例同时要求，举行国家公祭活动期间，纪念馆和丛葬地周边禁止公共娱乐活动，同时南京市属地管理的广播、电视、报纸、门户网站等媒体，在国家公祭日当天不得刊播一切娱乐性报道或节目，纸质媒体也应以黑色封面刊登国家公祭活动相关内容。11月23日，《南京市国家公祭保障条例》正式经第十三届江苏省人大常委会第六次会议审查批准，自2018年12月13日起实施。

## 历年公祭仪式
南京大屠杀死难者国家公祭仪式自2014年起每年12月13日在侵华日军南京大屠杀遇难同胞纪念馆举行，主办单位为中共中央、全国人大常委会、国务院、全国政协、中央军委。
| 年份   | 出席领导 | 主持人                                             |
| ------ | --- | -------------------------------------------------- |
| 2014年 | 习近平（中共中央总书记、国家主席、中央军委主席） 马凯（中共中央政治局委员、国务院副总理） 刘奇葆（中共中央政治局委员、中央宣传部部长） 许其亮（中共中央政治局委员、中央军委副主席） 韩启德（全国政协副主席）                                                         | 张德江（中共中央政治局常委、全国人大常委会委员长） |
| 2015年 | 李建国（中共中央政治局委员、全国人大常委会副委员长） 刘晓峰 （全国政协副主席） 赵克石（中央军委委员） | 王勇（国务委员）                                   |
| 2016年 | 赵乐际（中共中央政治局委员、中央组织部部长） 王勇（国务委员） 齐续春（全国政协副主席） 张又侠（中央军委委员） | 沈跃跃 （全国人大常委会副委员长）                  |
| 2017年 | 习近平（中共中央总书记、国家主席、中央军委主席） 俞正声（全国政协主席） 丁薛祥（中共中央政治局委员、中央书记处书记、中央办公厅主任） 刘鹤（中共中央政治局委员） 刘延东（国务院副总理） 许其亮（中共中央政治局委员、中央军委副主席） 吉炳轩（全国人大常委会副委员长） | 黄坤明（中共中央政治局委员、中央宣传部部长）       |
| 2018年 | 王晨（中共中央政治局委员、全国人大常委会副委员长） 王正伟（全国政协副主席） 张升民（中央军委委员） | 王勇（国务委员）                                   |
| 2019年 | 黄坤明（中共中央政治局委员、中央书记处书记、中央宣传部部长） 赵克志（国务委员、公安部部长） 苏辉（全国政协副主席、台盟中央主席） 苗华（中央军委委员） | 曹建明（全国人大常委会副委员长）                   |
| 2020年 | 陈希（中共中央政治局委员、中央书记处书记、中央组织部部长） 王勇（国务委员） 郑建邦（全国政协副主席、民革中央常务副主席） 苗华（中央军委委员） | 沈跃跃（全国人大常委会副委员长）                   |
| 2021年 | 孙春兰（中共中央政治局委员、国务院副总理） 何维（全国政协副主席、农工党中央专职副主席） 苗华（中央军委委员） | 丁仲礼（全国人大常委会副委员长）                   |
| 2022年 | 蔡奇（中共中央政治局常委、中央书记处书记） 陈竺（全国人大常委会副委员长副委员长） 王勇（国务委员） 卢展工（全国政协副主席） 苗华（中央军委政治工作部主任） | 陈文清（中共中央政治局委员、中央政法委书记）       |
| 2023年 | 李鸿忠（中共中央政治局委员、全国人大常委会副委员长） 胡春华（全国政协副主席） 苗华（中央军委政治工作部主任） | 吴政隆（国务院秘书长、国务委员）                   |
| 2024年 | 李书磊（中共中央政治局委员、中央书记处书记、中央宣传部部长） 谌贻琴（国务委员） 张升民（中央军委委员、军委纪律检查委员会书记） 沈跃跃（全国政协副主席） | 郑建邦（全国人大常委会副委员长）                   |

## 相关
- 防灾减灾日